# Ковдор
Ковдор (від саам. «Змія») — місто в Мурманській області Росії, адміністративний центр міського округу Ковдорський район. Розташований на березі озера Ковдоро.
Населення — 18 820 чоловік (перепис 2010).

## Історія
У 1933 році в районі нинішнього міста Ковдора Кошицем було відкрито родовище залізної руди. Промисловий видобуток слюди почався вже в 1934 році. Геологічні дослідження Ковдорського залізорудного родовища, перервані німецько-радянською війною, поновилися відразу ж після її закінчення. А в 1953 році почалося будівництво гірничо-збагачувального комбінату і майбутнього міста. Ця дата увійшла в історію як день народження Ковдора. У 1956 році робітниче селище перетворене в селище міського типу, а 20 вересня 1965 року Ковдор отримав статус міста.

## Економіка
У місті розвинена інфраструктура: готель, спортивний комплекс з плавальним басейном, гірськолижна траса, освітлена лижна траса, санаторій-профілакторій, культурні та освітні установи, краєзнавчий музей. Основні види економічної діяльності, представлені в Ковдорському районі — видобуток корисних копалин, обробне виробництво, виробництво харчових продуктів, сільське господарство, роздрібна торгівля, транспорт та зв'язок. Містоутворююче підприємство — «Ковдорський гірничо-збагачувальний комбінат», що входить в Єврохім.

## Міста-побратими
- Салла[3]
- Гапаранда[3]

## Фотогалерея

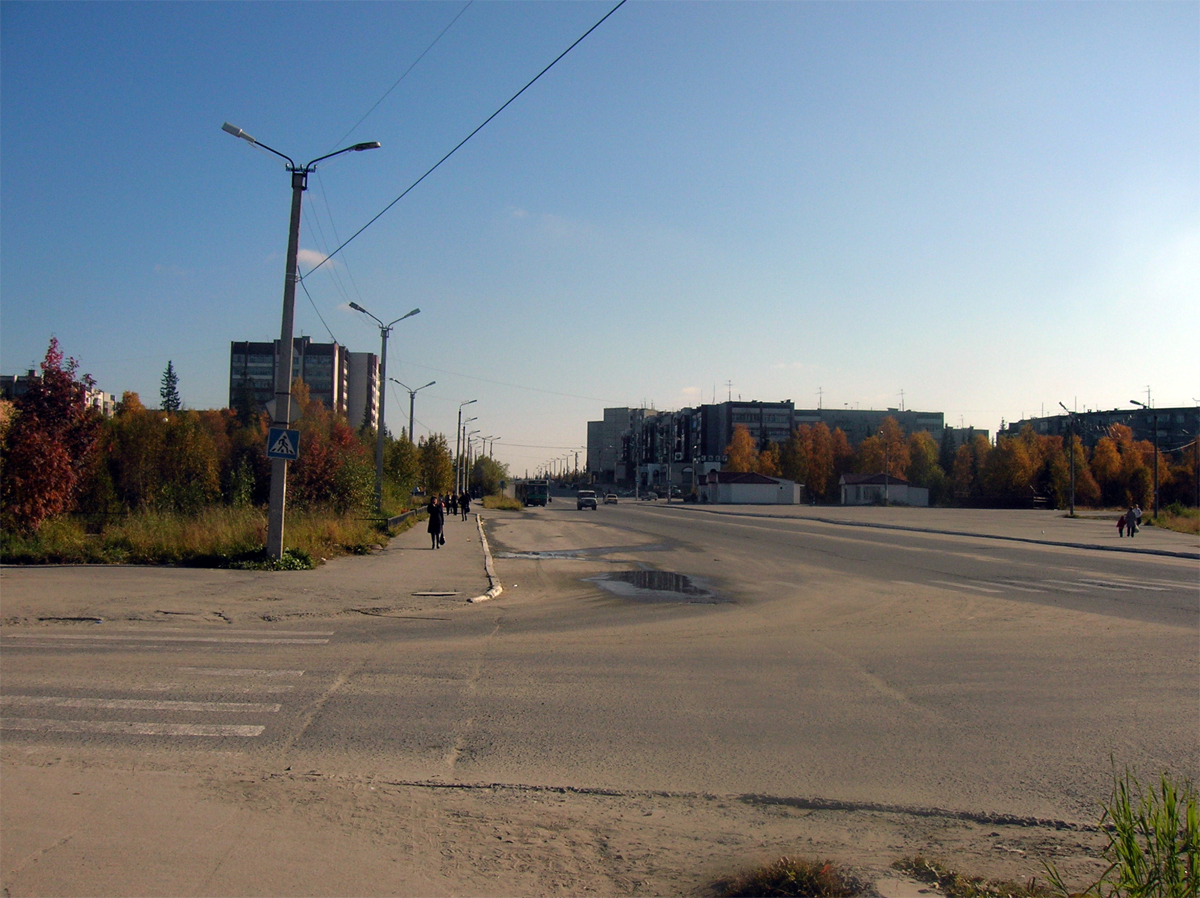
Один з в'їздів до міста
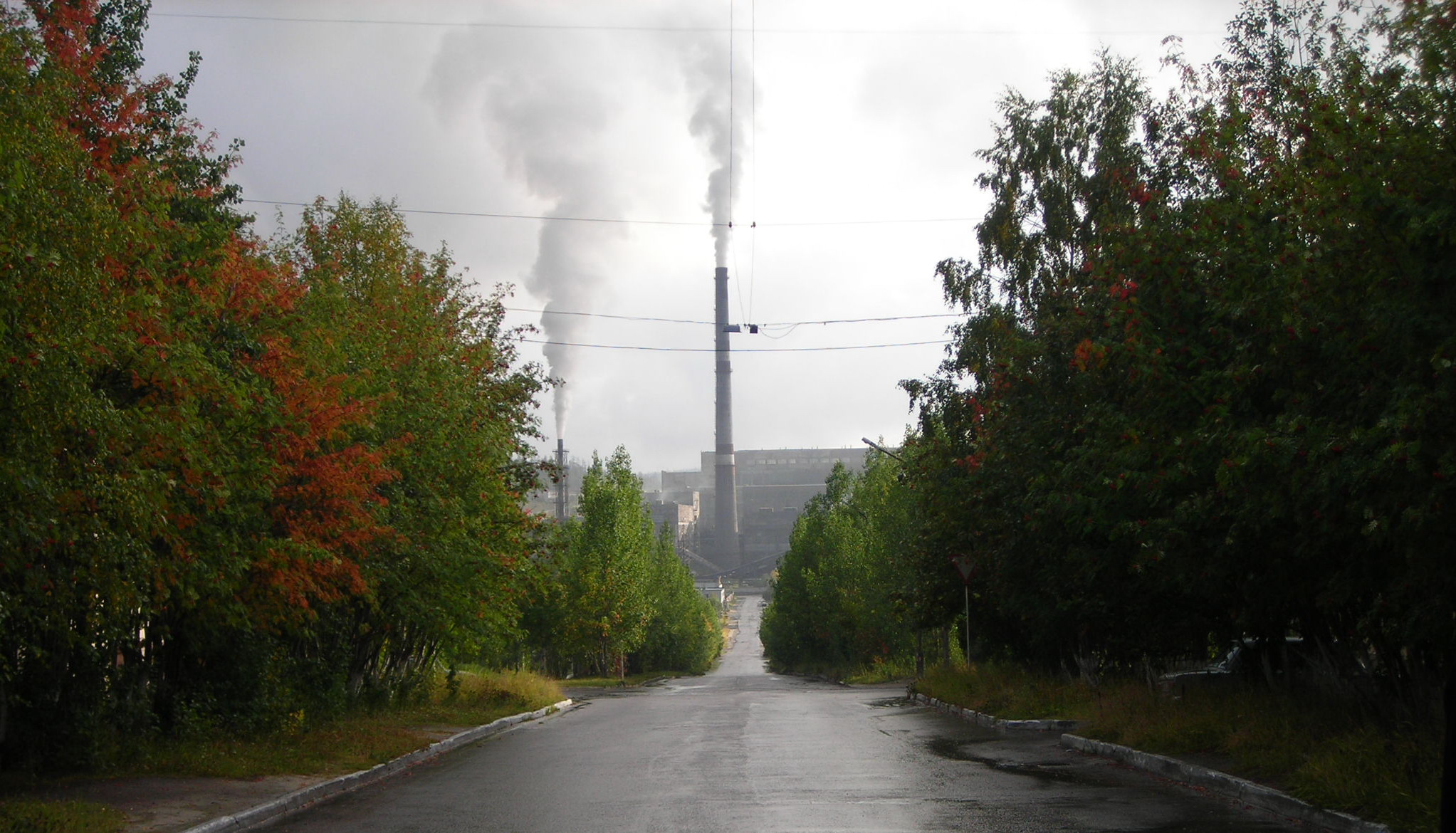
Вулиця Леніна